# 笑星救地球
《笑星救地球》（英語：The Funny Half Show）是香港電視廣播有限公司於1990年至1991年製作的搞笑節目。第一輯自1990年1月6日起至3月31日，逢星期六晚上8點35分至9點35分於翡翠台播映，總共13集。由廖偉雄與胡大為主持，其他演員包括黃一飛及貌似兒童但實際已成年的黃一山（細龜）等，節目內容以惹笑及諷刺時弊為主，播出時曾經大受歡迎。
第二輯為《笑星救地球II》，由1991年4月11日起至7月4日逢星期四晩上於翡翠台播映，總共13集。。

## 簡介

### 沿岸
在《笑星救地球》第一輯最後一集近結尾時，兩位主持特意回答觀眾來信。其中一位觀眾問，節目是否從前佳藝電視《火星撞地球》的延續。廖偉雄笑說，佳藝電視已倒閉，《火星撞地球》已是過去式。

### 製作人員
- 監製：黎文卓
- 編導：陳志球／林嘉穎
- 編劇：黎文卓、黃一山／阮繼志、袁淑蓮、鍾佩雯、謝志強
- 旁白：馮永和
- 片長：每集1小時

### 演員

#### 主持
- 廖偉雄
- 胡大為

#### 其他演員
- 黃一山（細龜）──廖偉雄和胡大為在節目完結前跳集體舞時，常以「笑星拍板」拍打「細龜」頭部，並「欺負」他。（仿照不文山鬼馬表演形式）
- 林家棟
- 黃一飛
- 麥皓為
- 祝文君
- 鄧汝超
- 李衞民
- 梁樂兒
- 彭輝
- 周汶華
- 鄒靜
- 顏仟汶
- 黃文標
- 王偉樑
- 游飆

#### 笑星天使
- 譚麗明
- 陳燕航
- 李詩敏
- 黎若清
- 何靜文
- 陳妙瑛

## 主要環節

### 《乜太與李》
《乜太與李》是《笑星救地球》節目中的其中一個環節，由廖偉雄反串扮演「乜太」，模仿教授家庭觀眾烹飪技巧，實際是諷刺時弊及社會現象。胡大為則飾演時常被乜太責罵的助手「小李」。當小李出錯時，乜太會以生油罐拍打小李的頭部。在最後兩集，乜太因為以生油罐打傷小李，故被判入獄三年零八個月。於是，最後一集於監獄中示範「做人」的菜式。

#### 常用材料
- 厚顏：代表做事要厚顏無恥
- 毒辣：代表做事要狠毒
- 溫油：代表溫柔
- 鹽、醋：即「加鹽加醋」，指把事情誇張渲染。

#### 烹調工具
- 黑鑊：給其他人揹的（孭黑鍋）

#### 曾烹調菜式
- 炒魷魚
- 黨參爪子燉冬菇（「燉冬菇」是降級的意思，該詞是源於警務人員之間的術語，指由便衣探員降職到軍裝警員。[2]）
- 煮米：一定要為別人煮，不能為自己煮。
- 煲水：嘉賓葉子媚。（1990-01-27，新正頭）
- 炸形（詐型）（1990-02-03，年初八）
- 屈人：分軟屈和硬屈兩種，軟屈要用陰聲細氣；硬屈則要用上黑鑊。
- 煲老藕
- 煲電話粥
- （1990-03-03，由於播放特別新聞報導，報導有關霍亂消息關係，因此其中單元《乜太與李》暫停播放一次）
- 爆陰毒
- 城市三炒：三炒即是炒地產、炒股票、炒金。
- 整蠱人：整蠱得來要不動聲色。（1990-03-24）
- 做人：由於乜太打傷小李入獄，這集菜式在監獄中烹調拍攝，為眾菜式之中最符合道德的。

#### 乜太口頭禪
- 每當乜太說一些粗鄙的詞語時也會笑著說：「哎吔，真係唔好意思，好粗俗呀！嘻嘻！」
- 當乜太完成一道菜式時會說：「咁就為之『weli good』(very good) 嘞！」
- 每當乜太用生油罐拍打完小李的頭部也會說：「而家你係主持抑或係我係主持呀？！」

#### 乜太身世
乜太是一名寡母婆：在「炸形」一集結尾，乜太被小李用生油罐打頭後，慘叫：「寡母婆你都咁樣打！」。乜太曾在節目中提及有一妹妹名叫周珍珍。
據《乜太三代恩仇錄》，「乜太」之所以改了這個名字，是因為她自己及上兩代（第一代為清朝的妃嬪，第二代為民初的賣藝姑娘），都是受了自稱叫「阿乜」的人打救，最後便把自己的名字改為「乜太」。「乜太」名叫「春花」，當年在芙蓉鎮裡售賣山水豆腐，因為文化大革命，與原是紅衛兵的小李，一起逃亡到香港。後來認識了一位電現台姓黎的監製（指節目監製黎文卓），主持了《乜太與李》，自此一炮而紅。

### 《笑聲MTV》
- 炒樓大道東

### 《97前後》
兩名主持人及其他演員以短劇形式，介紹香港預期在1997年主權移交前後一些名稱、稱呼或習慣的轉變。

### 《互相推讓》
由兩名主持人扮演小矮人，討論熱門話題及諷刺時弊。兩人不時會互相推倒對方。兩人雙腳是放在有坑的木板加上布，再穿上通洞皮鞋，造出小矮人的效果。

### 《畢漏杜拉形象室》
以越南船民在香港經營髮型屋為題材，由胡大為飾演來自北越的老闆「畢漏」，廖偉雄飾演南越的伙記「杜拉」（二人名稱取材自北漏洞拉）。到後來香港政府實施強迫遣返措施，二人亦選擇回到越南生活。在笑星救地球的最後一集，二人還合唱了一首講述船民如何投奔怒海的歌，名叫《請給我一天的光輝》。
- 口號：無厘著數，齋talking，bom！bom！

### 《夫唱婦搥》
廖偉雄飾演的丈夫經常說一些太太(胡大為 飾)不喜歡的說話以致太太用「搥仔」敲打他的頭部，他們的兒子由李衞民飾演。

### 《勁揪家庭》
此為本節目最搞笑的環節，由黃一山飾演小孩，而廖偉雄與黎海珊則飾演小孩的父母。胡大為僅在本環節中擔演部分情節。

### 默劇幽默
節目內有不少不以對白的幽默單元，多數講述一位主角對另一位主角即席「有樣學樣」但「同人唔同命」的遭遇如《開心公園》《人生走廊》等。

## 歌曲
由於節目反應熱烈，所以也同時地推出了笑星救地球原聲大碟（黑膠/卡式帶/CD），由韋然擁有的公司 AL-Songs Music Publisihing Ltd 發行，每首歌曲均在節目中播放過，歌曲如下：

### 笑星救地球（第一輯）
- 笑星救地球（廖偉雄、胡大為，作曲：韋然，填詞：胡人）（主題曲）
- 大約在九七/移民在冬季[5]（廖偉雄、胡大為，作曲：齊秦，原曲《大約在冬季》）
- 良朋好友（胡大為）
- 六月四日的約會（廖偉雄、胡大為，作曲：韋然，填詞：康橋）
- 請給我一天的光輝（廖偉雄、胡大為）
- 我還可以真嗎（廖偉雄、胡大為）
- 呢舖大定細（廖偉雄、胡大為）
- 我不哭、我不在乎（廖偉雄、胡大為）
- 笑星拍板（廖偉雄、胡大為）
- 話別香港（廖偉雄）
- Charlie Charlie Chit Boom Boom（廖偉雄、胡大為）（完場曲）
- 我有一個口（廖偉雄、胡大為）<僅限CD版收錄>
- 笑星情歌（廖偉雄）<僅限CD版收錄>

### 笑星救地球（第二輯）
- 表親一族（廖偉雄、胡大為）
- 意中人（廖偉雄）
- 沙灘派對（胡大為）
- 古靈精怪魔術師（廖偉雄、胡大為、馮夏賢）
- 笑一餐（廖偉雄、胡大為）
- 笑星情歌（廖偉雄）
- 娛樂風雲（廖偉雄、胡大為）
- 五姑娘
- 先生請戒煙（廖偉雄、胡大為、馮夏賢）
- 紅日笑開顏（廖偉雄、胡大為）（主題曲）
- 笑星 Goodbye Song II（廖偉雄、胡大為）（完場曲）
- Charlie Charlie Chit Boom Boom II（廖偉雄、胡大為）

## 電影版本
在《笑星救地球》播映後，廖偉雄與胡大為曾與在亞洲電視主持另一搞笑節目《開心主流派》的曾志偉及林敏驄合作，拍攝電影《笑星撞地球》，部份經典環節被搬上大銀幕，並有灌錄唱片《The Featles》與合唱新歌。

## 資料來源
1. ↑  . 華僑日報. 1991-03-10: 13 （中文）.
2. ↑  何家騏、朱耀光. . 香港: 三聯(香港). 2011年6月13日: 頁52. ISBN 9789620430961 （中文）.
3. ↑  乜太三代恩仇錄 （页面存档备份，存于），蘋果日報。
4. ↑  乜太三代恩仇錄 - 第三代 （页面存档备份，存于），短片。
5. ↑  內嵌字幕顯示名稱